# 錫德羅蘭迪亞
20°55′55″S 54°57′39″W / 20.93194°S 54.96083°W

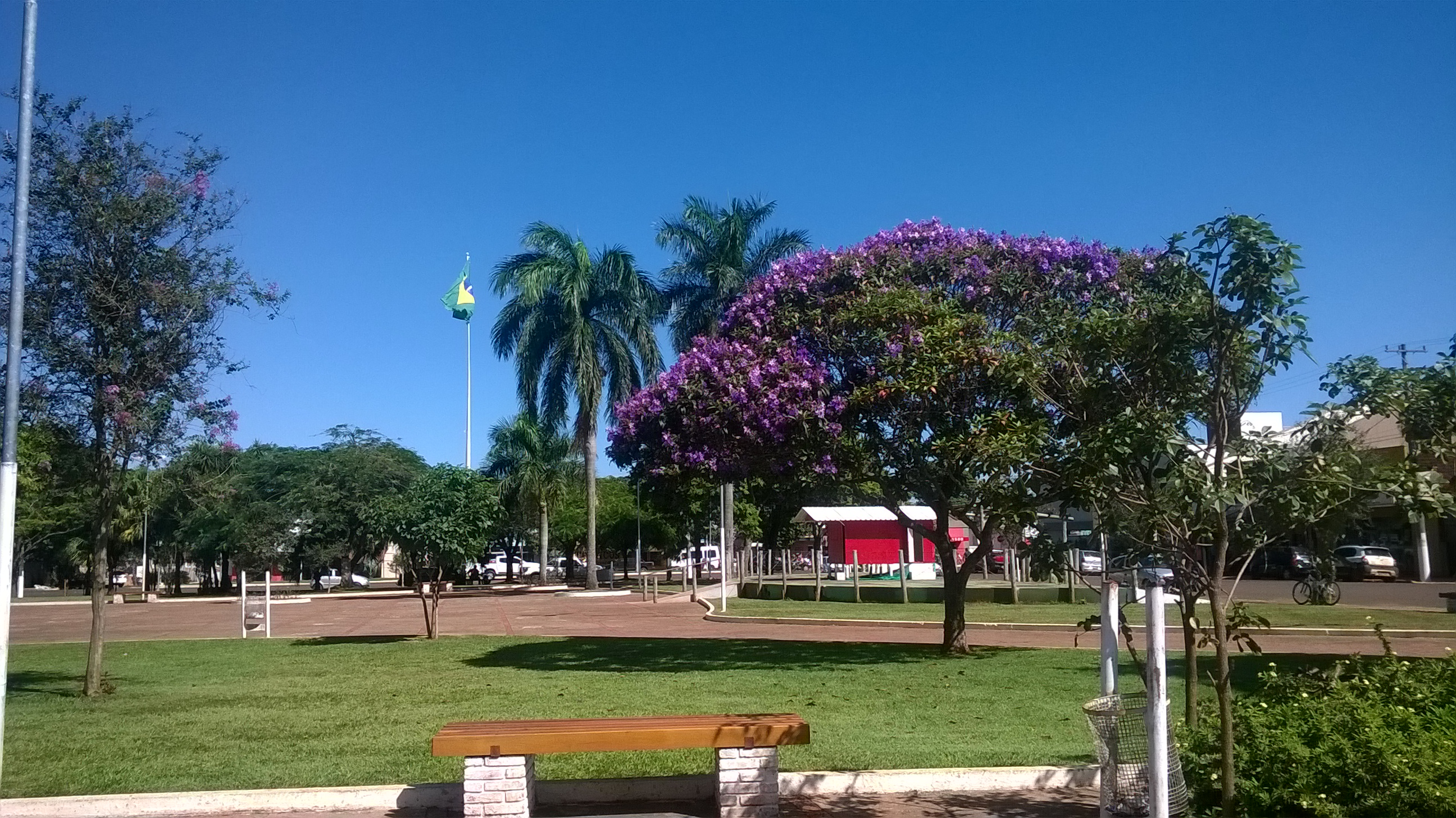
錫德羅蘭迪亞

錫德羅蘭迪亞（葡萄牙語：Sidrolândia），是巴西的城鎮，位於該國西部，由南馬托格羅索州負責管轄，始建於1942年3月31日，面積5,286平方公里，海拔高度484米，2014年人口49,712，人口密度每平方公里7.97人。